# نیروگاه برق آبی براتسک
نیروگاه برق آبی براتسک (روسی: ЛМЗ) یک نیروگاه برق آبی در استان ایرکوتسک کشور روسیه است.